# Kenneth Bainbridge
Kenneth Tompkins Bainbridge (ur. 27 lipca 1904 w Cooperstown, Nowy Jork, zm. 14 lipca 1996 w Lexington, Massachusetts) – amerykański fizyk na Uniwersytecie Harvarda, który pracował nad badaniami cyklotronowymi. Dokładne pomiary różnic mas między izotopami jądrowymi pozwoliły mu potwierdzić koncepcję równoważności masy i energii Alberta Einsteina. Był dyrektorem testu nuklearnego Trinity w ramach Projektu Manhattan, który miał miejsce 16 lipca 1945 r. Bainbridge opisał eksplozję Trinity jako „ohydny i niesamowity pokaz”. Zaraz po teście zwrócił się do J. Roberta Oppenheimera: „Teraz wszyscy jesteśmy sukinsynami”. To zapoczątkowało jego zaangażowanie w zakończenie testów broni nuklearnej i wysiłki mające na celu utrzymanie cywilnej kontroli nad przyszłym rozwojem sytuacji w tej dziedzinie.

## Wczesne życie
Kenneth Tompkins Bainbridge urodził się 27 lipca 1904 roku w miejscowości Cooperstown w stanie Nowy Jork. Miał dwóch braci, jednego młodszego i starszego. Uczył się w Horace Mann School w Nowym Jorku. W szkole średniej zainteresował się krótkofalówką, co zainspirowało go do wstąpienia w 1921 roku do Massachusetts Institute of Technology (MIT), aby studiować elektrotechnikę. W ciągu pięciu lat uzyskał tytuły Bachelor of Science (SB) i Master of Science (S.M). W czasie przerw letnich pracował w laboratoriach General Electric w Lynn w stanie Massachusetts i Schenectady w stanie Nowy Jork. Tam uzyskał trzy patenty związane z lampami fotoelektrycznymi.
W normalnych okolicznościach byłby to obiecujący początek kariery w General Electric, ale dzięki temu Bainbridge zdał sobie sprawę, jak bardzo interesuje go fizyka. Po ukończeniu MIT w 1926 roku rozpoczął studia na Uniwersytecie Princeton, gdzie wykładał Karl Taylor Compton, konsultant General Electric. W 1929 roku uzyskał stopień doktora swojej nowej dziedzinie, pisząc pracę magisterską pt. „Poszukiwanie pierwiastka 87 poprzez analizę promieni dodatnich” pod kierunkiem Henry'ego De Wolf Smyth.

## Wczesna kariera
Po ukończeniu studiów Bainbridge cieszył się szeregiem prestiżowych stypendiów. Otrzymał nagrodę National Research Council, a następnie stypendium Bartol Research Foundation. W tamtym czasie Bartol Research Foundation Franklin Institute znajdowała się na terenie kampusu Swarthmore College w Pensylwanii i była kierowana przez W. F. G. Swanna (1884–1962), angielskiego fizyka zainteresowanego fizyką jądrową. Bainbridge poślubił Margaret („Peg”) Pitkin, członkinię wydziału nauczycielskiego w Swarthmore, we wrześniu 1931 roku. Mieli syna Martina Keelera i dwie córki, Joan i Margaret Tomkins.
W 1932 roku Bainbridge opracował spektrometr mas o zdolności rozdzielczej 600 i dokładności względnej jednej części na 10 000. Użył tego instrumentu do sprawdzenia równoważności masy i energii Alberta Einsteina, E = mc². Francis William Aston napisał, że:

Dokonując dokładnych porównań mas cząstek lekkich biorących udział w rozpadach jądrowych, zwłaszcza 7Li, odkrytych przez Cockcrofta i Waltona, odniósł godny uwagi triumf w doświadczalnym dowodzie podstawowej teorii Einsteina o równoważności masy i energii.

W 1933 roku Bainbridge otrzymał prestiżowe stypendium Guggenheima, dzięki któremu podróżował do Anglii i pracował w laboratorium Cavendisha Ernesta Rutherforda na Uniwersytecie Cambridge. Tam kontynuował prace nad rozwojem spektrografu masowego i zaprzyjaźnił się z brytyjskim fizykiem Johnem Cockcroftem.
Po wygaśnięciu we wrześniu 1934 roku stypendium Guggenheima wrócił do Stanów Zjednoczonych, gdzie przyjął stanowisko profesora nadzwyczajnego na Uniwersytecie Harvarda. Zaczął od zbudowania nowego spektrografu masowego, który zaprojektował w laboratorium Cavendisha. Współpracując z J. Curry Streetem rozpoczął prace nad cyklotronem. Mieli projekt 37-calowego (940 mm) cyklotronu dostarczony przez Ernesta Lawrence'a, ale zamiast tego zdecydowali się zbudować 42-calowy (1100 mm) cyklotron.
Bainbridge został wybrany członkiem Amerykańskiej Akademii Sztuk i Nauk w 1937 roku. Jego zainteresowanie spektroskopią mas doprowadziło w naturalny sposób do zainteresowania względną obfitością izotopów. Odkrycie rozszczepienia jądrowego uranu-235 spowodowało zainteresowanie separacją tego izotopu. Zaproponował użycie molekularnej pompy hamulcowej do wytworzenia próżni niezbędnej do tej pracy i zwerbował do pomocy George’a B. Kistiakowsky’ego (1900–1982) i Edgara Brighta Wilsona (1908–1992). Zainteresowanie ich pracą było niewielkie, ponieważ badania były prowadzone gdzie indziej. W 1943 roku ich cyklotron został zarekwirowany przez Edwina McMillana (1907–1991) do użytku armii amerykańskiej. Został spakowany i przewieziony do Los Alamos w Nowym Meksyku.

## II Wojna Światowa

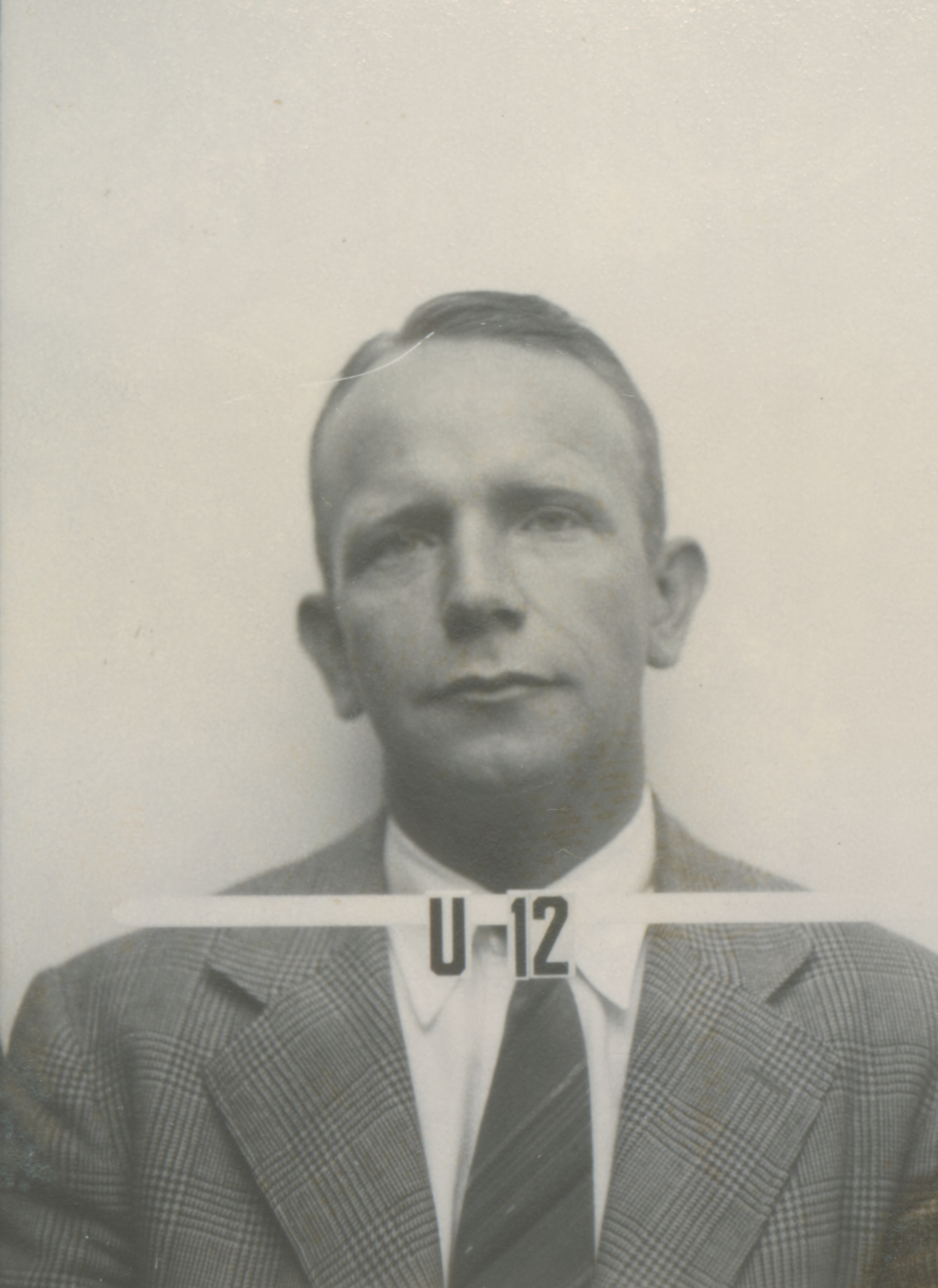
Identyfikator Kennetha Bainbridge’a z Projektu Manhattan

We wrześniu 1940 roku, gdy w Europie szalała II wojna światowa, brytyjska misja Tizard sprowadziła do Stanów Zjednoczonych szereg nowych technologii, w tym magnetron wnękowy – urządzenie o dużej mocy, które generuje mikrofale poprzez interakcję strumienia elektronów z pola magnetycznego. To urządzenie, które miało zrewolucjonizować radar, rozwiało wszelkie myśli Amerykanów o ich przywództwie technologicznym. Alfred Lee Loomis (1887–1975) z Komitetu Badań nad Obroną Narodową (ang. National Defense Research Committee) założył Laboratorium Promieniowania w Massachusetts Institute of Technology w celu opracowania tej technologii radarowej. W październiku Bainbridge stał się jednym z pierwszych naukowców zatrudnionych do Laboratorium Promieniowania przez Ernesta Lawrence’a. Naukowcy podzielili pracę między siebie; Bainbridge zaprojektował modulatory impulsów. Współpracując z marynarką wojenną, pomagał w opracowywaniu radarów o dużej mocy dla okrętów wojennych.
W maju 1943 roku Bainbridge dołączył do Projektu Y Roberta Oppenheimera w Los Alamos. Początkowo kierował grupą oprzyrządowania E-2, która opracowała instrumenty rentgenowskie do badania eksplozji. W marcu 1944 roku został szefem nowej grupy E-9, której zadaniem było przeprowadzenie pierwszej próby nuklearnej. W wyniku gruntownej reorganizacji laboratorium w Los Alamos dokonanej przez Oppenheimera w sierpniu 1944 roku Grupa E-9 przekształciła się w X-2.
16 lipca 1945 roku Bainbridge i jego współpracownicy przeprowadzili próbę nuklearną Trinity. „Moim osobistym koszmarem” – napisał później – „była świadomość, że jeśli bomba nie wybuchnie lub nie ulegnie zawieszeniu, ja, jako kierownik testu, będę musiał najpierw udać się do wieży i dowiedzieć się, co poszło nie tak.” Ku jego uldze eksplozja pierwszej bomby atomowej przebiegła bez problemów, co później określił jako „paskudny i niesamowity pokaz”. Zwrócił się do Oppenheimera i powiedział: „Teraz wszyscy jesteśmy sukinsynami”.
Bainbridge odetchnął z ulgą, że test Trinity zakończył się sukcesem, opisując ten moment w artykule w Bulletin of the Atomic Scientists z 1975 roku: „Poczułem radość, że «gadżet» zadziałał prawidłowo, po czym nastąpiła głęboka ulga. Musiałbym iść do wieży, żeby zobaczyć, co poszło nie tak."
Za swoją pracę nad Projektem Manhattan Bainbridge otrzymał dwa listy pochwalne od dyrektora projektu, generała dywizji Lesliego R. Grovesa Jr. (1896–1970). Otrzymał także President's Certificate of Merit (ang. President's Certificate of Merit) za pracę w Laboratorium Promieniowania MIT.

## Po wojnie
Bainbridge wrócił do Harvardu po wojnie i zainicjował budowę 96-calowego (2400 mm) synchrocyklotronu, który został zdemontowany. W latach 1950–1954 kierował wydziałem fizyki na Harvardzie. W tych latach wzbudził gniew senatora Josepha McCarthy’ego za agresywną obronę swoich kolegów ze środowiska akademickiego. Jako przewodniczący był odpowiedzialny za renowację starego Jefferson Physical Laboratory i założył Morris Loeb Lectures in Physics. Poświęcił także sporo czasu na poprawę zaplecza laboratoryjnego dla doktorantów.
Przez całe lata 50. XX w. Bainbridge pozostawał zdeklarowanym zwolennikiem cywilnej kontroli nad energią jądrową i porzucenia testów nuklearnych. W 1950 roku był jednym z dwunastu wybitnych naukowców, którzy zwrócili się do prezydenta Harry’ego S. Trumana z prośbą o oświadczenie, że Stany Zjednoczone nigdy nie będą pierwszymi, które użyją bomby wodorowej Bainbridge wycofał się z Harvardu w 1975 roku..
Żona Bainbridge’a, Margaret, zmarła nagle w styczniu 1967 roku z powodu zakrzepu krwi w złamanym nadgarstku. W październiku 1969 roku ożenił się z Helen Brinkley King (zm. 1989), redaktorką Williama Morrowa w Nowym Jorku. Kenneth Bainbridge zmarł w swoim domu w Lexington w stanie Massachusetts 14 lipca 1996 roku. Przeżyły go córki z pierwszego małżeństwa, Joan Bainbridge Safford i Margaret Bainbridge Robinson. Został pochowany na cmentarzu na Wzgórzu Abla w Martha’s Vineyard, w kwaterze wraz ze swoją pierwszą żoną Margaret i synem Martinem. 
Jego prace znajdują się w Archiwach Uniwersytetu Harvarda.

## W kulturze popularnej
W filmie Oppenheimer z 2023 roku gra go Josh Peck.